# Mariene ecoregio Uruguay-Buenos Aires Plat
De Mariene ecoregio Uruguay-Buenos Aires Plat (183) (Engels: Uruguay–Buenos Aires Shelf marine ecoregion) is een biogeografische regio en ligt in het zuidwesten van de Atlantische Oceaan in de Mariene provincie Warme Gematigde Zuidwestelijke Atlantische Oceaan (47) in het Marien rijk Gematigd Zuid-Amerika. De mariene ecoregio is vastgesteld door het World Wide Fund for Nature en The Nature Conservancy en is vernoemd naar het continentaal plat van Uruguay en Buenos Aires.
In het noordoosten grenst het gebied aan de mariene ecoregio Rio Grande (181), in het noordwesten aan de mariene ecoregio Río de la Plata (182), in het zuidwesten aan de mariene ecoregio Noord-Patagonische Golven (184) en in het zuiden aan de mariene ecoregio Patagonische Plat (185).

## Geografie
De mariene ecoregio ligt in het zuidwesten van de Atlantische Oceaan voor de zuidoostkust van Uruguay en voor de oostkust in het noordoosten van Argentinië. Het gebied ligt grotendeels in de Argentijnse Zee, strekt zich uit van de grens Uruguay-Brazilië tot aan de kust bij Viedma en omvat onder andere het estuarium Bahía Blanca, maar niet de Río de la Plata.
Door het gebied stromen de Braziliëstroom en de Falklandstroom.

## Biogeografie
Het gebied kent zeeleven dat houdt van gematigde temperaturen.